# Werelderfgoed in Indonesië
Het Werelderfgoed in Indonesië bestaat uit negen erfgoedlocaties. Indonesisch erfgoed werd voor het eerst in de werelderfgoedlijst opgenomen tijdens de vijftiende zitting van het Werelderfgoedcomité die in 1991 plaatsvond in Carthago, Tunesië. Tijdens deze zitting werden vier Indonesische erfgoedlocaties toegevoegd: de tempelcomplexen van Borobudur en Prambanan, evenals de nationale parken Komodo en Ujung Kulon. De overige vijf erfgoedlocaties volgden in 1996, 1999, 2004, 2012 en 2019.
De selectie van werelderfgoed is gebaseerd op tien criteria: zes ervan zijn van toepassing op cultuurerfgoed (i-vi) en vier op natuurerfgoed (vii-x). Sommige erfgoedlocaties, aangeduid als "gemengd," bestaan zowel uit cultuur- als natuurerfgoed. Indonesië bezit vijf objecten met cultuurerfgoed, vier objecten met natuurerfgoed en geen gemengde objecten.
Het Werelderfgoedcomité kan een werelderfgoed als bedreigd aanmerken naar aanleiding van "omstandigheden die bedreigend zijn voor de wezenlijke kenmerken waarom een erfgoed werd ingeschreven op de werelderfgoedlijst". In Indonesië werd het Tropisch regenwoud van Sumatra in 2011 tot bedreigd werelderfgoed verklaard.

## Werelderfgoed in Indonesië
Onderstaande tabel bevat de volgende informatie per erfgoed:
Naam: zoals ingeschreven door het Werelderfgoedcomité
Locatie: provincie(s) waar het erfgoed zich bevindt en de coördinaten

UNESCO-data: type erfgoed, inschrijvingscriteria (i t/m vi zijn cultureel erfgoed, en vii t/m x zijn natuurerfgoed) en het referentienummer van het erfgoed
Jaar: jaar van inschrijving in de werelderfgoedlijst
Beschrijving: beknopte beschrijving van het erfgoed en de redenen voor classificatie als bedreigd werelderfgoed, indien van toepassing
| Naam                                                                                            | Afbeelding                                             | Locatie                                                          | UNESCO-data                                 | Oppervl. (ha) | Jaar | Beschrijving | Bron          |
| ----------------------------------------------------------------------------------------------- | ------------------------------------------------------ | ---------------------------------------------------------------- | ------------------------------------------- | ------------- | ---- | --- | ------------- |
| Tempelcomplex van Borobudur                                                                     | A terraced pyramid like structure with a stupa on top. | Magelang, Centraal-Java 7° 36′ 28″ ZB, 110° 12′ 13″ OL           | Cultureel: (i), (ii), (vi); #592            | —             | 1991 | Dit werelderfgoed omvat naast Borobudur ook Candi Mendut en Candi Pawon. De Borobudur is een beroemde boeddhistische tempel in centraal-Java die dateert uit de 8e en 9e eeuw. Het is in drie lagen gebouwd: een piramidale basis met vijf concentrische vierkante terrassen, een kegelvormige romp met drie cirkelvormige platforms, en bovenaan een monumentale stoepa. De muren en balustrades zijn versierd met fijn gebeeldhouwde bas-reliëfs met een totale oppervlakte van 2500 m². Rondom de cirkelvormige platforms bevinden zich 72 opengewerkte stoepa's, elk met een standbeeld van Boeddha. Het monument werd in de jaren zeventig met hulp van UNESCO gerestaureerd. | [ 8 ] [ 9 ]   |
| Cultuurlandschap van Bali: het Soebak-systeem als manifestatie van de Tri Hata Karana filosofie |                                                        | Bali 8° 20′ 0″ ZB, 115° 0′ 0″ OL                                 | Cultureel: (ii), (iii), (v), (vi); #1194rev | 19.520        | 2012 | Het cultuurlandschap van Bali bestaat uit vijf op terrassen aangelegde rijstvelden (sawahs) en bijbehorende watertempels die samen een oppervlakte 19.500 ha beslaan. De watertempels vormen het centrum van een coöperatief systeem van waterbeheer, soebak (subak) genoemd, dat bestaat uit een uit de 9e eeuw daterend stelsel van kanalen en stuwen voor de bevloeiing van de rijstvelden. De 18e-eeuwse tempel van Pura Taman Ayun, het grootste bouwwerk van dit type op het eiland, maakt ook deel uit van het cultuurlandschap. De subak vormt een weerspiegeling van het filosofische concept van de Tri Hita Karana, waarin de wereld van de geesten, de mensen en de natuur samenkomen. Deze filosofie, die is ontstaan uit een 2000 jaar durende culturele uitwisseling tussen Bali en India, heeft het landschap van Bali gevormd. Het subak-systeem van democratische en egalitaire landbouwpraktijken stelde de Balinesen in staat uit te groeien tot de meest productieve rijsttelers van de archipel. | [ 10 ] [ 11 ] |
| Nationaal park Komodo                                                                           |                                                        | Manggarai Barat, Oost-Nusa Tenggara 8° 33′ 0″ ZB, 119° 29′ 0″ OL | Natuurlijk: (vii), (x); #609                | 219.322       | 1991 | Het nationaal park omvat de vulkanische eilanden Komodo, Rinca, Padar en een aantal kleinere eilanden die het leefgebied vormen van de komodovaraan, een grote hagedis die een lengte van drie meter kan bereiken. De Komodo-eilanden maken ook deel uit van de Koraaldriehoek, een van de meest biodiverse zeegebieden op aarde. | [ 12 ]        |
| Nationaal park Lorentz                                                                          | A rocky mountain ridge.                                | Papoea 4° 45′ 0″ ZB, 137° 50′ 0″ OL                              | Natuurlijk: (vii), (ix), (x); #955          | 2.350.000     | 1999 | Het Nationaal park Lorentz (2,35 miljoen ha) is het grootste beschermde natuurgebied in Zuidoost-Azië en het enige ter wereld met een ononderbroken, intacte dwarsdoorsnede van besneeuwde bergtop tot tropisch marien milieu, inclusief een uitgestrekt drasland in de kuststrook. Omdat in dit gebied twee continentale platen elkaar ontmoeten, heeft het een complexe geologie met voortdurende bergvorming, evenals landschapsvormen die dateren uit de ijstijd. Het gebied bezit ook fossiele vindplaatsen die getuigen van de evolutie van het leven op Nieuw-Guinea, en tevens een uitzonderlijk hoge mate van endemie en biodiversiteit. | [ 13 ]        |
| Tempelcomplex van Prambanan                                                                     |                                                        | Centraal-Java en Yogyakarta 7° 45′ 8″ ZB, 110° 29′ 30″ OL        | Cultureel: (i), (iv); #642                  | —             | 1991 | Dit tempelcomplex werd in de 10e eeuw gebouwd en is het grootste aan Shiva gewijde complex in Indonesië. Midden op het bovenste concentrische vierkante platform van het complex bevinden zich drie tempels —versierd met bas-reliëfs die het Ramayana-epos uitbeelden— die gewijd zijn aan de drie grote hindoegodheden (Shiva, Vishnu en Brahma) en drie tempels gewijd aan de dieren die hen dienen. | [ 14 ]        |
| Sangiran, fossielenvindplaats van de vroege mens                                                | Upper part of a petrified skull including some teeth.  | Sragen, Centraal-Java 7° 24′ 0″ ZB, 110° 49′ 0″ OL               | Cultureel: (iii), (vi); #593                | 5600          | 1996 | Opgravingen in de jaren 1936 tot 1941 leidden tot de ontdekking van de eerste fossielen van mensachtigen in Sangiran. Later volgde de ontdekking van een vijftigtal fossielen van Meganthropus palaeo en Pithecanthropus erectus/Homo erectus, de helft van het totale aantal ontdekte fossielen van mensachtigen op wereldschaal. Sangiran werd gedurende de laatste anderhalf miljoen jaar bewoond door mensachtigen en wordt beschouwd als een van de belangrijkste fossielevindplaatsen om de menselijke evolutie te begrijpen. | [ 15 ] [ 16 ] |
| Tropisch regenwoud van Sumatra†                                                                 |                                                        | Aceh, Jambi en Lampung 2° 30′ 0″ ZB, 101° 30′ 0″ OL              | Natuurlijk: (vii), (ix), (x); #1167         | 2.595.124     | 2004 | Dit natuurerfgoed strekt zich uit over een oppervlakte van 2.5 miljoen hectare en omvat drie natuurreservaten: Nationaal park Gunung Leuser, Nationaal park Kerinci Seblat en Nationaal park Bukit Barisan Selatan. Het gebied herbergt naar schatting 10.000 verschillende plantensoorten, waaronder 17 endemische geslachten, meer dan 200 soorten zoogdieren en ongeveer 580 vogelsoorten, waarvan er 465 resident en 21 endemisch zijn. Van de zoogdieren worden 22 Aziatische soorten niet elders in de archipel aangetroffen en zijn er 15 endemisch in Indonesië, waaronder de Sumatraanse orang-oetan. Sinds 2011 staat het vermeld als "bedreigd werelderfgoed" vanwege de aanhoudende wildstroperij, ontbossing door illegale houtkap en landbouwexpansie, en de plannen voor de aanleg van wegen door het regenwoud. | [ 17 ] [ 18 ] |
| Nationaal park Ujung Kulon                                                                      |                                                        | Banten en Lampung 6° 45′ 0″ ZB, 105° 20′ 0″ OL                   | Natuurlijk: (vii), (x); #608                | 78.525        | 1991 | Dit nationale park, gesitueerd in het uiterste zuidwesten van Java, omvat het schiereiland Ujung Kulon, verschillende nabijgelegen eilanden en het natuurreservaat Krakatau. Naast haar natuurlijke schoonheid en geologische waarde –met name voor de studie van vulkanen– bevat het park het grootste overgebleven laaglandregenwoud op Java. Het gebied herbergt verschillende bedreigde planten en dieren, waaronder de ernstig bedreigde Javaanse neushoorn. | [ 19 ]        |
| Ombilin kolenmijnerfgoed van Sawahlunto                                                         | Sawahlunto.                                            | West-Sumatra                                                     | Cultureel: (ii),(iv); #1610                 | 268           | 2019 | De ombilinmijn is een steenkoolmijn in een ontoegankelijk deel van Sumatra, nabij de plaats Sawahlunto, die in 1892 in productie werd genomen door de koloniale overheid van het toenmalige Nederlands-Indië. Voor de winning en verwerking van het steenkool werd gebruik gemaakt van lokaal gerecruteerde arbeidskrachten, aangevuld met dwangarbeiders uit andere delen van de kolonie. Het erfgoed bestaat naast de mijn, uit het bijbehorende mijnstadje, de kolenopslagplaats in de Emmahaven en de spoorlijn die de mijn verbindt met de havenfaciliteiten en die samen een geïntegreerd systeem vormden voor de steenkoolexploitatie. | [ 20 ]        |

## Voorlopige nominatielijst
Behalve erfgoed dat is ingeschreven op de werelderfgoedlijst, kunnen lidstaten een voorlopige lijst opstellen met erfgoed waarvan nominatie wordt overwogen. De nominaties voor de werelderfgoedlijst worden alleen in aanmerking genomen als deze eerst zijn vermeld in deze voorlopige lijst. In juni 2018 waren negentien objecten opgenomen in de voorlopige nominatielijst van Indonesië.
| Naam                                                                  | Afbeelding                                                                         | Locatie                                                      | UNESCO-data                                 | Oppervl. (ha) | Jaar | Beschrijving | Bron          |
| --------------------------------------------------------------------- | ---------------------------------------------------------------------------------- | ------------------------------------------------------------ | ------------------------------------------- | ------------- | ---- | --- | ------------- |
| Het historische en mariene landschap van de Banda-eilanden            | The island of Run was once traded for Manhattan it was a valuable source of spice. | Maluku Tengah, Maluku 40° 28′ 0″ ZB, 129° 39′ 0″ OL          | Gemengd: (iv), (vi), (x); #6065             | —             | 2015 | De Banda-eilanden staan ook bekend als 'specerijeneilanden' vanwege de productie van nootmuskaat en foelie die tijdens de Nederlandse, Britse en Portugese kolonisatie alleen in deze eilandengroep plaatsvond. In de 17e eeuw verkregen de Nederlanders een monopolie met betrekking tot de handel in nootmuskaat en onderhielden een uitgebreid systeem van muskaatboomplantages, forten en een koloniale stad die als bestuurlijk en handelscentrum diende. Deze eerste commerciële plantages vormen nog steeds de basis van het moderne internationale productie- en handelssysteem van nootmuskaatproducten. | [ 23 ]        |
| Bawomataluo                                                           | Omo Sebua means the big house. This is a traditional house from South Nias.        | Zuid-Nias, Nias, Noord-Sumatra 0° 36′ 59″ NB, 97° 46′ 17″ OL | Cultureel: (i), (iv), (vi); #5463           | 5             | 2009 | Bawomataluo ligt op een heuvel in het regentschap Zuid-Nias en is een van de best bewaarde traditionele dorpen in Indonesië. Het grootste huis, dat mogelijk dateert uit de achttiende eeuw, is dat van de traditionele vorst van de regio. Voor de huizen liggen grote stenen platen en in het dorpscentrum bevindt zicht een plein dat wordt gebruikt voor traditionele ceremonies en rituelen. | [ 24 ]        |
| Nationaal park Betung Kerihun (Regenwouderfgoed van Borneo)           |                                                                                    | West-Kalimantan 0° 40′ 0″ NB, 112° 15′ 0″ OL                 | Natuurlijk: (viii), (ix), (x); #1871        | 800.000       | 2004 | Het Nationaal park Betung Kerihun ligt in het binnenland van Borneo, langs de Maleisische grens. Het park werd opgericht in 1995 en heeft een totale oppervlakte van 8000 km2. Samen met het natuurreservaat Lanjak Entimau (2000 km2) in Maleisië is het opgenomen in de voorlopige nominatielijst als werelderfgoed onder de naam "Grensoverschrijdend regenwouderfgoed van Borneo". Het park heeft een grote biodiversiteit en herbergt zo'n 300 vogelsoorten (waarvan 25 endemisch in Borneo), minstens 162 vissoorten en 54 zoogdiersoorten, waaronder de bedreigde Borneose orang-oetan en zeven andere primaten: Borneogibbon, witvoorhoofdlangoer, rode langoer, lampongaap, java-aap, grote plompe lori en soendaspookdier. | [ 25 ]        |
| Nationaal park Bunaken                                                | Bunaken National Marine Park, Manado, Indonesia.                                   | Manado, Noord-Sulawesi 1° 35′ 0″ NB, 124° 39′ 0″ OL          | Natuurlijk: (vii), (viii), (ix), (x); #2002 | 280.000       | 2005 | Het Nationaal park Bunaken is een mariene park in het noorden van Sulawesi dat de eilanden Bunaken, Manado Tua, Mantehage, Nain en Siladen omvat, evenals een deel van de kust van Tanjung Kelapa. Het park ligt nabij het centrum van de Koraaldriehoek en herbergt 390 koraalsoorten evenals een groot aantal soorten vissen, weekdieren, zeezoogdieren en reptielen. Het park is representatief voor de Indonesische tropische waterecosystemen bestaande uit zeegrasgebied, koraalrif en kustecosystemen. | [ 26 ]        |
| Derawaneilanden                                                       | A quiet morning in Derawan Island, East Kalimantan.                                | Berau, Oost-Kalimantan 2° 15′ 0″ NB, 118° 25′ 0″ OL          | Natuurlijk: (x); #2007                      | —             | 2005 | Deze eilandengroep in de Celebeszee bevindt zich in de Koraaldriehoek en bestaat uit 31 eilanden, waaronder Derawan, Maratua, Sangalaki en Kakaban. De eilanden liggen in een hotspot van biodiversiteit dat 872 soorten rifvissen herbergt, evenals 507 koraal- en ongewervelde diersoorten, waaronder verschillende beschermde soorten. Het gebied bezit ook de grootste broedplaats van de bedreigde groene zeeschildpad in Indonesië. | [ 27 ]        |
| Historisch stadscentrum van Yogyakarta                                | Front hall of Kraton Ngayogyakarta Hadiningrat.                                    | Yogyakarta 7° 48′ 4″ ZB, 110° 21′ 53″ OL                     | Cultureel: (i), (ii), (vi); #6206           | 1260          | 2017 | Het historische centrum van Yogyakarta is een traditionele Javaanse stad, gesticht in 1756 als hoofdstad van het Sultanaat van Ngayogyakarta Hadiningrat. Kenmerkend is dat het stadscentrum is ontworpen op basis van de Javaanse kosmologie en filosofie, hetgeen zijn weerslag vond in de locatiekeuze en het stadsplan. | [ 28 ]        |
| Kebun Raya Bogor                                                      | Bogor Botanical Gardens                                                            | Bogor, West-Java 6° 35′ 33″ NB, 106° 48′ 18″ OL              | Cultureel: (ii), (iv); #6353                | 75,4          | 2018 | Kebun Raya Bogor, voorheen 's Lands Plantentuin te Buitenzorg, is een botanische tuin in het centrum van de stad Bogor. Deze hortus botanicus die in 1817 werd gesticht door Caspar Georg Carl Reinwardt, telt meer dan 3300 plantensoorten, behorend tot 1257 verschillende geslachten en 218 plantenfamilies. Kebun Raya Bogor is de oudste en meest vooraanstaande botanische tuin van Indonesië en een belangrijke toeristische trekpleister van Java. | [ 29 ]        |
| Tempelcomplex van Muara Takus                                         | Muara Takus Compound Site.                                                         | Kampar, Riau 0° 20′ 20″ NB, 100° 38′ 25″ OL                  | Cultureel: (i), (iv), (vi); #5464           | —             | 2009 | Muara Takus is een boeddhistisch tempelcomplex in het noorden van Sumatra dat waarschijnlijk deel uitmaakte van het Koninkrijk Srivijaya. De overgebleven tempels en andere archeologische overblijfselen dateren uit de 11e en 12e eeuw na Chr. en het is een van de grootste en best bewaarde oude tempelcomplexen van Sumatra. | [ 30 ]        |
| Tempelcomplex van Muaro Jambi                                         | Muarajambi Temple Compound.                                                        | Muaro Jambi, Jambi 1° 24′ 0″ ZB, 103° 2′ 0″ OL               | Cultureel: (ii), (iii), (iv); #5465         | 2062          | 2009 | Muaro Jambi is een boeddhistisch tempelcomplex in de provincie Jambi op Sumatra. Het tempelcomplex dateert uit de 7e tot 13e eeuw en maakte deel uit van het Koninkrijk Melayu. Het is een van de grootste en best bewaarde oude tempelcomplexen in Zuidoost-Azië. | [ 31 ]        |
| Prehistorische grotten van Maros-Pangkep                              | Prehistoric Cave Sites in Maros-Pangkep.                                           | Maros, Zuid-Sulawesi 4° 42′ 49″ ZB, 119° 34′ 17″ OL          | Natuurlijk: (ix); #5467                     | 43.750        | 2009 | De grotten van het Maros-Pangkep karstgebied in Zuid-Sulawesi bevatten prehistorische rotschilderingen. Het karstgebied telt honderden grotten, waarvan er 89 prehistorische rotsschilderingen bezitten. Een aantal van deze schilderingen is ca. 40.000 jaar oud. Deze grotten bevinden zich in het Nationaal park Bantimurung - Bulusaraung dat in 2004 werd gesticht. | [ 32 ] [ 33 ] |
| Raja Ampat-eilanden                                                   | Raja Ampat Islands.                                                                | West-Papoea 0° 30′ 0″ NB, 124° 30′ 0″ OL                     | Natuurlijk: (vii), (x); #2003               | 4.600.000     | 2005 | | [ 34 ]        |
| Nationaal park Taka Bonerate                                          |                                                                                    | Selayar, Zuid-Sulawesi 6° 16′ 0″ ZB, 120° 54′ 0″ OL          | Natuurlijk: (vii), (viii), (ix), (x); #2005 | 530.765       | 2005 | | [ 35 ]        |
| Traditionele dorpen van Tana Toraja                                   | Tana Toraja Traditional Settlement.                                                | Tana Toraja, Zuid-Sulawesi 2° 36′ 0″ ZB, 119° 22′ 0″ OL      | Cultureel: (iv), (v), (vi); #5462           | 3.205 km2     | 2009 | | [ 36 ]        |
| Trowulan - voormalige hoofdstad van het Majapahitkoninkrijk           | Trowulan - Former Capital City of Majapahit Kingdom.                               | Mojokerto, Oost-Java 7° 30′ 0″ ZB, 112° 18′ 0″ OL            | Cultureel: (i), (v); #5466                  | 99 km2        | 2009 | | [ 37 ]        |
| Nationaal park Wakatobi                                               | Wakatobi National Park.                                                            | Buton, Zuidoost-Sulawesi 5° 12′ 0″ ZB, 123° 20′ 0″ OL        | Natuurlijk: (vii), (viii), (ix), (x); #2006 | 1.390.000     | 2005 | | [ 38 ]        |
| Prehistorische rotstekeningen en grotten van Sangkulirang-Mangkalihat |                                                                                    | Oost-Kalimantan                                              | Cultureel: (iii); #6009                     | -             | 2015 | | [ 39 ]        |
| Oud-Batavia en de eilandjes Onrust, Kelor, Cipir en Bidadari          | Old Town of Jakarta.                                                               | Jakarta                                                      | Cultureel: (ii),(iii),(iv),(v); #6010       | -             | 2015 | | [ 40 ]        |
| De oude stad van Semarang                                             | Semarang Old Town.                                                                 | Centraal-Java                                                | Cultureel: (ii),(iv); #6011                 | -             | 2015 | | [ 41 ]        |
| De traditionele dorpjes van Nagari Sijunjung                          | Rumah Gadang at Sijunjung.                                                         | Sijunjung, West-Sumatra                                      | Cultureel: (iii),(v); #6059                 | -             | 2015 | | [ 42 ]        |